# غريض (اسم)
غريض هو اسم علم مذكر من أصل عربي، ومعناه هو ماء المطر، الماء الذي يورد باكرًا، وكل أبيض طري اللحم.

## الأصل اللغوي
الغَرِيضُ
الغَرِيضُ  : الطَّريُّ من اللحم والتمر ونحو ذلك.  الغَرِيضُ  كلُّ أَبيضَ طريٌّ.  الغَرِيضُ  كلُّ غِناء محدَثٍ فيه طراوة.  الغَرِيضُ  المُغَنِّي المجيد.  الغَرِيضُ  الماءُ الذي يورَد باكرًا.  الغَرِيضُ  ماء المطر.
جمع:  أَغَارِيضُ.   
(مصدر غَرَضَ).
1- لَحْمٌ  غَرِيضٌ  : طَرِيٌّ.
2- أُعْجِبَ بِغَرِيضِهِ : بِغِنَائِهِ الْمُطْرِبِ.
3- مُنْشِدٌ  غَرِيضٌ  : مُجِيدٌ وَمُتْقِنٌ لِلْغِنَاءِ.
4- يَنْتَظِرُ نُزُولَ الغَرِيضِ : مَاء الْمَطَرِ.
5- وَرَدَ الغَرِيضَ : الْمَاء الَّذِي يُورَدُ بَاكِراً.

## وصلات خارجية
- موسوعة السلطان قابوس لأسماء العرب نسخة محفوظة 5 أبريل 2019 على موقع واي باك مشين.